# Madarász
Madarász település Romániában, Bihar megyében.

## Fekvése
Nagyszalontától északkeletre fekvő település.

## Története
Madarász Árpád-kori település. Nevét 1291-ben említette először oklevél Madaraz néven.
A település nevét az egykori királyi madarászokról kaphatta.
1291–1294 között papja 1 unciát adott a püspöknek.
Neve 1333–1335-ben szerepelt a pápai tizedjegyzékben is. Papja ekkor évi 9 garas pápai tizedet fizetett.
A 20. század elején Bihar vármegye Nagyszalontai járásához tartozott.
1910-ben 1173 lakosa volt, melyből 97 magyar, 1073 román volt. Ebből 17 római katolikus, 53 református, 1080 görögkeleti ortodox volt.